# Нэйборс, Джим
Джеймс Тёрстон Нэйборс (англ. James Thurston Nabors; 12 июня 1930 – 30 ноября 2017) —   американский актёр, певец и комик. Наиболее известен по главной роли в ситкоме «Гомер Пайл, морпех».

## Биография
Родился и вырос в Силакоге (Алабама) в семье Марвина Нэйборса. Окончил Алабамский университет, где был членом братства ΔΤΔ (Дельта Тау Дельта). Позднее был вынужден перебраться  в Южную Калифорнию из-за астмы. Он был увиден Энди Гриффитом во время работы в ночном клубе и  присоединился к его шоу. Персонаж под именем Гомер Пайл оказался популярным, и Джеймс получил свой собственный спин-офф «Гомер Пайл, морпех», шедший в эфире с 1964 по  1969 год. В телесериале он также продемонстрировал недюжинные вокальные данные, что привлекло к нему внимание и как к музыкальному исполнителю. На счету Нэйборса несколько альбомов, неоднократно попадавших в чарты США и других стран (например, Австралии).
C 1972 по 2014 год был постоянным исполнителем  неофициального гимна штата Индиана, Back Home Again in Indiana, на гонке 500 миль Индианаполиса.
Номинант на премию «Золотой глобус» как лучший актёр комедии или мюзикла. В 1991 году в честь Нэйборса была открыта именная звезда на Аллее славы Голливуда под номером 6435.

## Личная жизнь
Джим был открытым гомосексуалом. В 1970-е годы ходили слухи, что его связывали отношения с Роком Хадсоном, но сам Хадсон называл это лишь   глупой шуткой и отрицал, что между ними было что-то помимо дружбы.
В 2013 году он узаконил свои отношения с многолетним партнёром Стэном Кэдуолладером спустя месяц после того, как однополые браки были официально разрешены в штате Вашингтон.

## Смерть
Джим Нэйборс ушёл из жизни  в своём доме в Гонолулу  30 ноября 2017 года  в возрасте 87 лет.  В последнее время  актёр страдал от многочисленных проблем со здоровьем.